# Sedliště, Plzeň-jih
Sedliště là một làng thuộc huyện Plzeň-jih, vùng Plzeňský, Cộng hòa Séc.